# Geomorfologia da Ilha Terceira

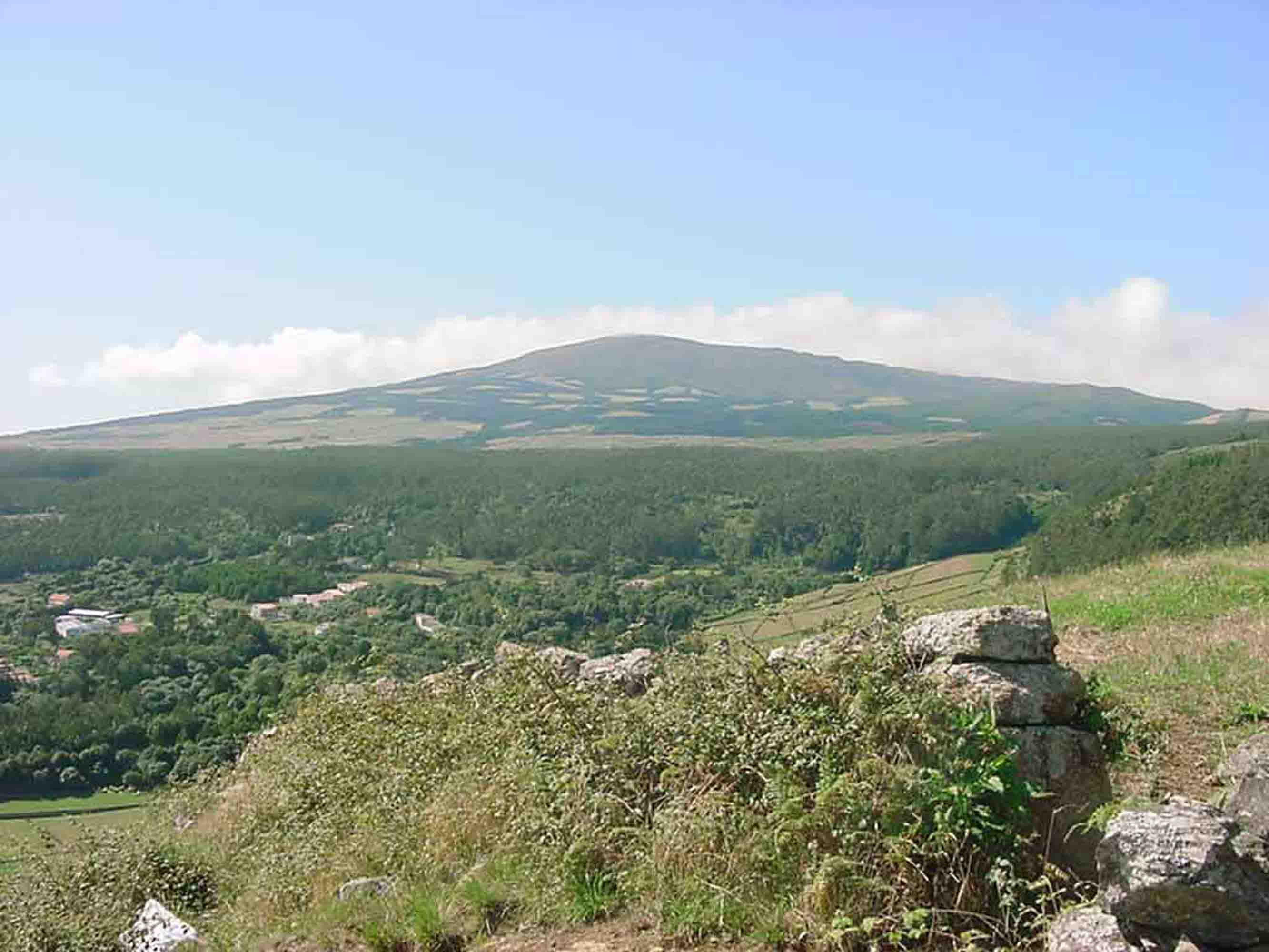
Serra de Santa Bárbara.

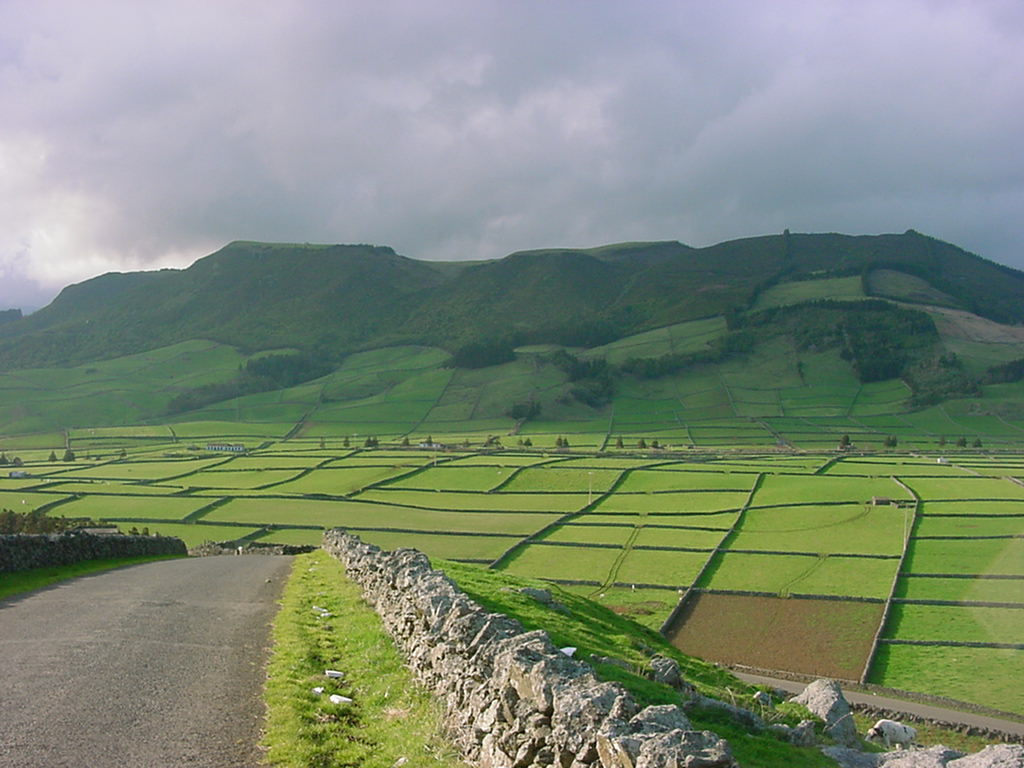
Serra do Morião

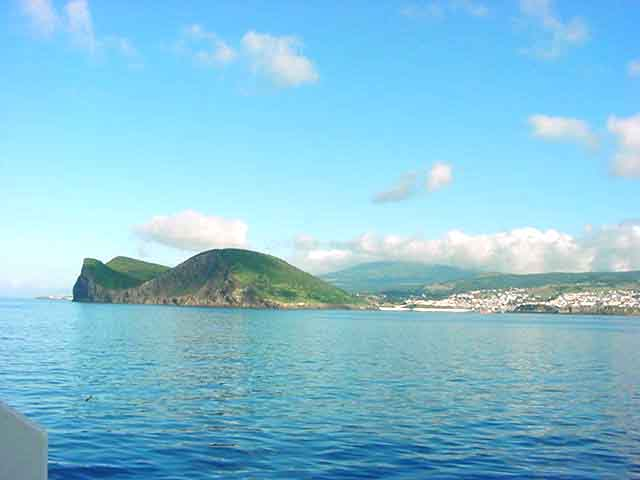
Monte Brasil, Angra do Heroísmo: vista a partir do mar.

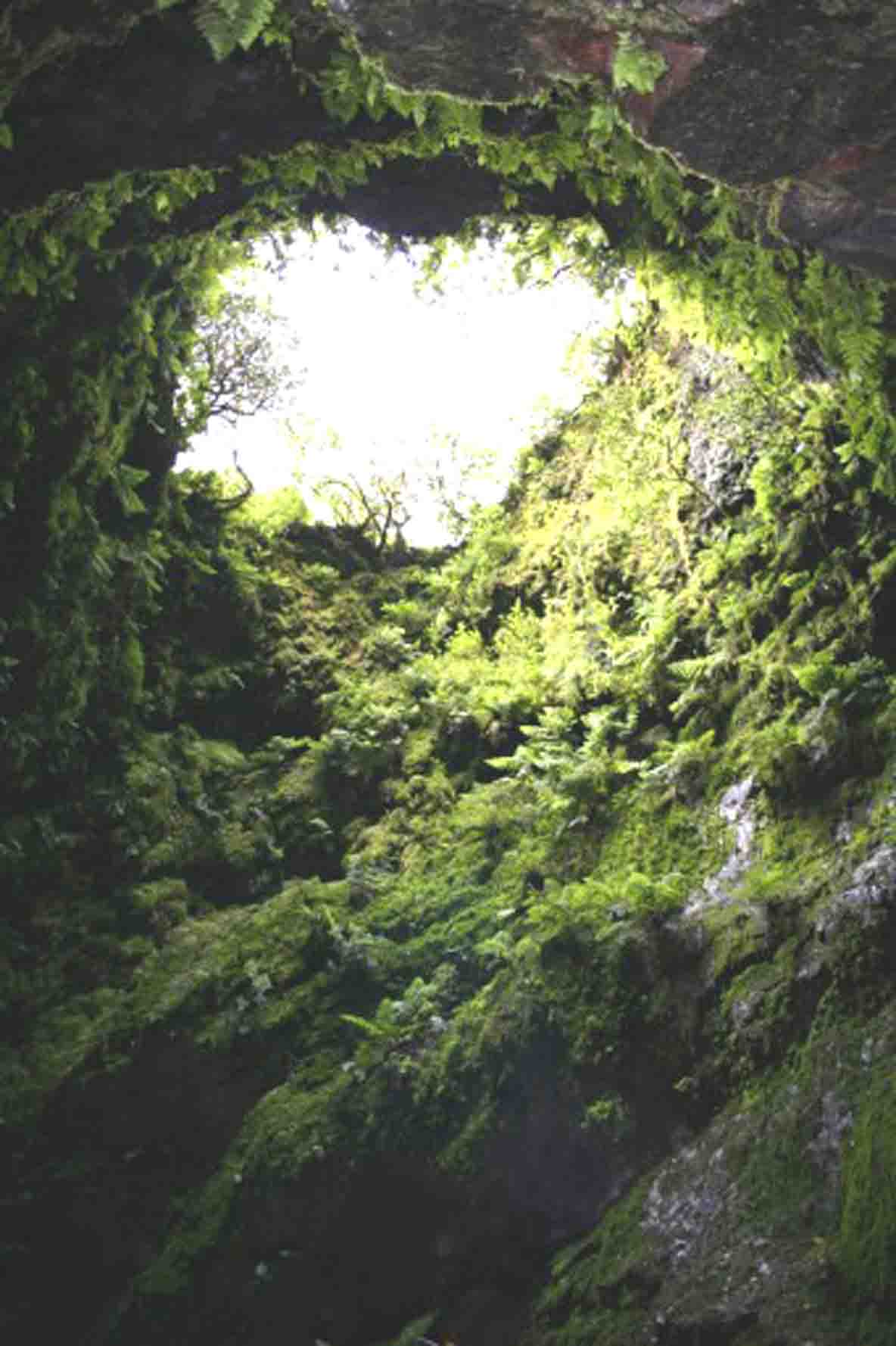
Algar do Carvão, Terceira: boca do algar.

A Geomorfologia da Ilha Terceira é explicada pela primeira carta geológica da ilha Terceira, Açores que foi realizada por Zbyszewski et ai. (1971) que, para o devido efeito se basearam fundamentalmente em critérios de natureza petrográfica. O primeiro levantamento geológico da ilha que estabeleceu a relação estratigráfica entre os diferentes depósitos aí existentes deve-se a Self (1973). 
Este autor utilizando o ignimbrito das Lages datado de há 20.000 anos, como nível de referência caracterizou as principais estruturas vulcânicas, e definiu a ocorrência de quatro centros eruptivos distintos: (l) Vulcão de Santa Bárbara; (2) Vulcão do Pico Alto; (3) Zona Fissural e (4) Vulcões não directamente relacionados com os grupos anteriores. Lioyd & Coilis (1981), no âmbito de trabalhos de prospecção de campos geotérmicos levados a cabo nesta ilha, apresentaram uma carta geológica à escala de 1:25.000, em que era considerada a existência de três grandes maciços vulcânicos: Cinco Picos, Guilherme Moniz-Pico Alto e Santa Bárbara.
Posteriormente Forjaz et ai. (1990) consideraram a existência de quatro unidades vulcano-estratigráficas que se apresentam, por ordem decrescente de idades: (l) Complexo Vulcânico desmantelado da Serra do Cume; (2) Complexo Vulcânico Santa Bárbara; (3) Complexo Vulcânico do Pico Alto e (4) Formação histórica.
Mais recentemente, Nunes (2000 a, b) com base na reinterpretação dos trabalhos anteriores propõe uma carta vulcanológica onde são representados, também por ordem decrescente de idades: (l) o Vulcão dos Cinco Picos; (2) o Vulcão de Guilherme Moniz; (3) o Vulcão de Santa Bárbara; (4) o Vulcão do Pico Alto e (5) a Zona Basáltica Fissural.
O Vulcão dos Cinco Picos mostra-se constituído predominantemente por uma alternância de escoadas lávicas e depósitos piroclásticos, incluindo importantes ignimbritos, que representam as formações mais antigas da ilha. Actualmente bastante erodido este vulcão exibe uma caldeira de grande dimensão, a Caldeira dos Cinco Picos, com diâmetro de cerca de 7 km e vestígios bem evidentes dos seus bordos a NE e SW, respectivamente, nas Serras do Cume e na Serra da Ribeirinha. Esta caldeira está quase totalmente invadida pelas lavas associadas ao vulcanismo fissural mais recente. 
Um período de alta explosividade terá sido responsável pela emissão de pedra pomes de queda e pela ocorrência de numerosas escoadas piroclásticas, que originaram ignimbritos genericamente de natureza traquítica comendítica, com excepção do de Vale de Linhares que é mugearítico (Self, 1973). Os mais antigos ignimbritos da ilha Terceira, com idades compreendidas entre 50.000 e 800.000 anos, deverão estar associados ao Vulcão dos Cinco Picos (Serra do Cume) e Santa Bárbara (Self, 1973). Datações de K/Ar, levadas a efeito por Feraud et ai. (1980) em lavas próximas do topo da Serra do Cume apontaram para uma idade de 300.000±100.000 anos, o que faz pressupor que a caldeira dos Cinco Picos se terá formado posteriormente a esta idade (Nunes, 2000b). 
Por outro lado, as datações de Ferreira & Azevedo (1995 f ide Nunes, 2000a), de 3,25 Ma e 1,22 Ma, respectivamente em Porto Judeu e a N das Lajes (Praia da Vitória), permitem inferir que a actividade deste vulcão se terá iniciado há alguns milhões de anos.
A mancha cartográfica do Vulcão de Guilherme Moniz tem pequena representatividade relativamente às restantes, estando restricta à zona centro-meridional da ilha (Nunes, 2000a, b). Embora esta estrutura vulcânica se encontre bastante erosionada pode-se verificar a existência de: (l) um número considerável de domos traquíticos e de centros eruptivos basálticos s.l.; (2) dois cones surtseianos - o Monte Brasil e o Ilhéu das Cabras e (3) ignimbritos, dos quais se destaca o conhecido ignimbrito do Castelinho, hospedeiro de sienitos (França, 1993), de idade superior a 23.000 anos (Self, 1973).
O Vulcão de Santa Bárbara, o mais ocidental da ilha Terceira, ter-se-á iniciado por um vulcanismo mais básico, predominantemente do tipo mugearítico e havaítico, que terá evoluído para um vulcanismo nitidamente mais explosivo, responsável pela 
formação de domos traquíticos s./, e por espessos depósitos pomíticos de queda.
Entre estes destaca-se o depósito A, de idade inferior a 18.600 anos (Self, 1973), pela sua riqueza em nódulos sieníticos (França, 1993). Ferreira & Azevedo (1995 fide Nunes, 2000a) datam as formações mais antigas deste estratovulcão em 0,51 Ma, 1,15 Ma e 1,24 Ma, enquanto Feraud et ai. (1980) atribuem uma idade inferior a 29.000 anos ao episódio conducente à formação da caldeira de Santa Bárbara. Instalados em falhas radiais ao maciço e ao longo de fracturas com a direcção regional NW-SE, encontram-se diversos cones de escórias e importantes domos com escoadas lávicas associadas.
O Vulcão do Pico Alto, abrangendo uma vasta zona que se estende, desde os Biscoitos até às Lajes, corresponde a uma alternância de produtos piroclásticos e escoadas lávicas de natureza traquítica a pantelerítica, sendo a sua morfologia dominada, essencialmente, pela presença de domos e derrames lávicos associados. 
De salientar, pela sua singularidade, a presença de uma pequena escoada de obsidiana. 
Com idades de 19.600 e 18.600 anos (Shotton, 1973 fide França, 1993), os ignimbritos das Lajes e de São Mateus da Calheta, respectivamente, estão correlacionados com a actividade explosiva deste vulcão. Grande parte dos bordos da cratera de subsidência que encima o Pico Alto está soterrada por domos e escoadas lávicas traquíticas de idade inferior a 19.000 anos, sendo a parede da caldeira observada, por exemplo, na Rocha do Juncal. Self (1973) aponta para idades máximas da ordem de 100.000 anos para este aparelho vulcânico e de 1.000 anos para o seu vulcanismo mais recente.
A Zona Basáltica Fissural, englobando o vulcanismo histórico do ano 1761, dispersa-se pela zona central e sudeste da ilha. Self (1982) considera que nos últimos 50.000 anos a actividade fissural no extremo NW desta zona foi bastante significativa. Ao invés das restantes unidades vulcânicas acima descritas, esta é dominada por um vulcanismo basáltico predominantemente do tipo havaiano a estromboliano e prevaleceu, nos últimos milhares de anos, sobretudo no seu sector NW. Não obstante esta realidade, há a assinalar, a ocorrência de dois episódios relativamente recentes a oriente: o do Algar do Carvão datado em 2115 ±115 anos B. P. (Zbyszewski et ai., 1971) e o da Fonte do Bastardo (Nunes, 2000a, b).